# Herpetogramma basalis
Herpetogramma basalis es una especie de polilla del género Herpetogramma, categorizada en la tribu Herpetogrammatini, de la subfamilia Spilomelinae. Fue descrita por Francis Walker en 1866.
Las larvas suelen alimentarse de la especie Lantana camara y plantas del género Amaranthus.

## Distribución
Se distribuye por África: Kenia, Reunión, Seychelles y Sudáfrica.